# Видеомикшер
Видеоми́кшер (англ. Vision mixer) — устройство, используемое для выбора между несколькими различными источниками видеосигнала и в некоторых случаях для комбинирования (смешивания, микширования) видеоисточников и добавления к ним спецэффектов. Назначение видеомикшера аналогично микшерному пульту, коммутирующему и смешивающему звуковой сигнал.

## Использование термина
Чаще всего видеомикшеры применяются при многокамерных съёмках на телевидении для переключения или смешивания видеосигнала разных передающих камер, телекинопроекторов и видеомагнитофонов. Видеомикшеры являются неотъемлемой частью любого профессионального видеопроизводства, например, в телестудиях, в организациях, занимающихся кабельным телевидением, при изготовлении коммерческой видеопродукции, в передвижных телевизионных станциях (ПТС) или в студиях линейного видеомонтажа. Этим термином также может обозначаться человек, управляющий таким устройством.

## Принцип действия и назначение
Главная функция любого видеомикшера — выполнение переходов между разными источниками видеосигнала, незаметных на экране, то есть без нарушения синхронизации, вспышек и других помех. Для этого коммутация должна происходить в момент кадрового гасящего импульса с использованием внешнего синхрогенератора, независимого от коммутируемых источников видеосигнала.
Кроме простой коммутации разных изображений видеомикшер позволяет создавать более сложные монтажные переходы, такие как «шторка», «наплыв» и «затемнение». Технологически выполнение таких переходов многократно сложнее простой коммутации, и впервые возможность их выполнения появилась в 1966 году, благодаря компании GVG (в настоящее время Grass Valley). Переход может осуществляться как с помощью кнопок с заданным временем перехода, так и вручную с помощью Т-образного рычага (англ. T-bar). Современные цифровые микшеры обеспечивают создание переходов между монтажными кадрами с использованием видеографики. До появления нелинейного монтажа использование видеомикшера было необходимо не только во время прямых трансляций, но и при монтаже для создания монтажных переходов.
По конструкции видеомикшеры делятся на моноблочные и модульные. Первые выполнены в едином корпусе и относительно недороги. Второй тип предполагает разделение панели управления и процессорного блока, в котором непосредственно совершается обработка изображения. Последний тип предназначен для крупных телестудий и позволяет коммутировать десятки различных источников.
С развитием вычислительной техники, появились программируемые видеомикшеры, представляющие собой мощный компьютер, производящий необходимые преобразования входных сигналов в соответствии с предварительно заданной последовательностью. Современные видеомикшеры используют последовательный цифровой интерфейс, пришедший на смену композитным сигналам, использовавшимся в качестве источника в видеомикшерах старых образцов.